# Modry Stawek
Modry Stawek, dawniej Niebieski Staw Kieżmarski (słow. Belasé pleso, Modré pleso, niem. Blauer See, węg. Kék-tó) – staw położony na wysokości 1865 m n.p.m., w środkowej części Doliny Jagnięcej, w słowackich Tatrach Wysokich. Jest to silnie wgłębione w teren jezioro polodowcowe wypełniające cyrk lodowcowy.
Charakteryzuje się jednak w odróżnieniu od większości jezior tego typu dobrze rozwiniętą linią brzegową. Od dolnej strony zagradza go 6-metrowej wysokości morena.
Według pomiarów TANAP-u z lat 60. XX wieku jego powierzchnia to 0,07 ha, długość 40 m, szerokość 22 m, głębokość 3,7 m. Jest on stawkiem okresowym, więc zdarza się, że podczas letnich miesięcy zmniejsza się znacznie lub wysycha w całości.

## Szlaki turystyczne
– w pewnej odległości od stawu przebiega znakowany kolorem żółtym szlak turystyczny ze schroniska nad Zielonym Stawem Kieżmarskim na Jagnięcy Szczyt. Czas przejścia: 2:15 h, ↓ 1:35 h